# Барто, Павел Николаевич
Па́вел Никола́евич Барто́ (1904—1986) — детский поэт, орнитолог, автор стихов популярной песни «Журавли» («Высоко летят под облаками…»), музыка Вано Мурадели.

## Биография
Павел Николаевич Барто родился 4 января 1904 года в семье инженера Николая Ричардовича Барто. Дед — английский коммерсант Ричард Барто, бабушка — Лидия Петровна Севрюгина. Сестры отца — балерины Екатерина Барто и Лидия Ричардовна Нелидова, урожд. Барто. Мать — Лидия Эриховна Виллер. Сестра — Евгения Барто. Старший брат — Ростислав Барто — стал известным живописцем и иллюстратором детских книг (в 1934 году в журнале «Юный натуралист» была совместная публикация братьев Барто).
В юности занимался балетом в студии своей тётки Лидии Нелидовой. Там же познакомился с будущей женой Агнией Воловой, которая взяла в браке фамилию мужа и впоследствии уже как Агния Барто стала известной советской детской поэтессой, киносценаристом, ведущей радиопередач.
Павел Барто был участником Первого Всесоюзного съезда писателей, членом Союза писателей с 1935. В 1930-х годах работал редактором Детгиза.
В 1940 году учился на курсах при Военно-политической академии. Во время войны и после был редактором газеты Северного флота «Краснофлотец», уволен в запас в 1960 году в звании капитана.
Умер 23 октября 1986 года. Похоронен на Введенском кладбище (уч. 19).

## Книги
- «Толстуха куцая» (1926)
- «Гришкины игрушки» (М.: Государственное издательство, 1927)
- «Про кота Федьку, ежа Хавроську и белую мышку» (1928)
- «Озорные»
- «Ёлка» (1930)
- «Посол» (М.: Государственное издательство, 1930)
- «Поход за змеями» (1936)
- «Птичий хоровод» (М.: Детская литература, 1976)
- «О чём поют птицы» (М.: Детская литература, 1981; рис. Н. Чарушина)
- «Птичьи разговоры» (М.: Малыш, 1982; рис. Н. Чарушина)
- «Пусть поют птицы» (М.: Детская литература, 1985)

## Семья
Первая жена Агния Барто. Их брак продлился 6 лет. Сын от этого брака Эдгар (Гарик) погиб в результате несчастного случая (катался на велосипеде и попал под грузовик) в 1945 году. Павел Барто был соавтором трёх стихотворений Агнии Львовны («Считалочка», «Девочка-рёвушка» и «Девочка чумазая»).
Затем был женат ещё три раза и имел нескольких детей от этих союзов. Второй женой Павла Николаевича была Любовь Васильевна Севей. У них родились три дочери: Марина (1932 г., мать протоиерея Артемия Владимирова), Сюзанна (1934) и Анна (1937). Сюзанна стала актрисой, её мужем был Дмитрий Михайлович Серов, внук художника Валентина Серова.
Третьей женой Павла Барто была Евдокия Ивановна (прожили вместе 20 лет).
С последней, четвёртой женой — своей кузиной Ренатой Николаевной Виллер — прожил 25 лет.